# Jean, Delfin al Franței (1398-1417)

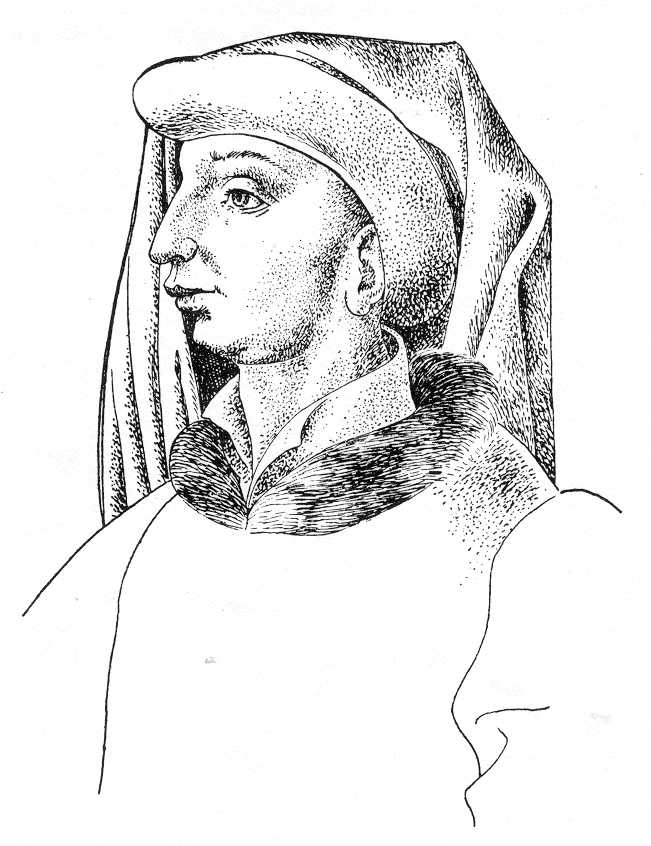
Jean, Delfin al Franței

Jean, Delfin al Franței și Duce de Touraine (31 august 1398 – 5 aprilie 1417) a fost al patrulea fiu și al nouălea copil al regelui Carol al VI-lea al Franței și al reginei Isabeau de Bavaria. El a devenit Delfin în 1415, după ce au murit cei trei frați mai mari ai săi. În 1406 el s-a căsătorit cu Jacqueline, moștenitoare a comitatului de Hainaut, Olanda, Zeelanda și Frisia.
După căsătoria cu Jacqueline, el a fost adus la castelul Le Quesnoy din Hainaut, la curtea soacrei sale, Margareta de Burgundia. Acest aranjament a fost făcut între tatăl și socrul său pentru a asigura siguranța lui departe de curtea tulmultousă de la Paris, precum și să-l familiarizeze cu domeniile pe care le va conduce în calitate de soț al Jacqueline după moartea tatălui ei.
După moartea fratelui său mai mare Louis, în decembrie 1415, el a devenit următoarul Delfin al Franței. A murit la 5 aprilie 1417 la vârsta de 18 ani. Cauza morții este disputată. Potrivit unora, el a murit ca o consecință a unui abces la cap, în timp ce alții sugerează că a fost otrăvit. Fratele lui mai mic, Carol, a devenit Delfin și în cele din urmă rege.